# Rezeptor des Gemeinsamen Schatzamtes des Malteserordens
Rezeptor des Gemeinsamen Schatzamtes ist eines der vier Hohen Ämter des Malteserordens und wird einem Profess- oder Obödienzritter übertragen.

## Wahl
Der Rezeptor wird vom Souveränen Rat mit einfacher Mehrheit gewählt.

## Aufgaben
Der Rezeptor ist der Finanz- und Budgetminister des Ordens und leitet die Finanzverwaltung und den Ordensbesitz im Einvernehmen mit dem Großkanzler unter der Oberaufsicht des Großmeisters und der Kontrolle der Rechnungskammer. Er ist verantwortlich für die Erstellung der alljährlichen Budgets und Abschlussbilanzen, welche die wirtschaftliche und finanzielle Lage des Ordens ausweisen, und hat sie der Rechnungskammer zur Beurteilung sowie dem Großmeister zur Genehmigung nach Anhörung des Souveränen Rates zuzuleiten.
Er unterbreitet dem Großmeister zur Zustimmung nach Anhörung des Souveränen Rates die Annahme von Erbschaften, Legaten und Schenkungen, die Veräußerung von Ordensbesitz und die Reinvestition der erzielten Erlöse. Er leitet und überwacht den Postdienst des Großmagisteriums und über ein Generalsekretariat die innere Verwaltung der Häuser des Großmagisteriums, insbesondere das Personalbüro, das Technische Büro und die Sicherheitsüberwachung des Großmagisteriums und anderer Gebäude. Auf Grund Mandats des Großmeisters hat der Rezeptor ferner die Aufsicht über die Verwaltung der Ordensorganisationen und der Ordenswerke. Veräußerungen und Belastungen, die den Besitz des Großmagisteriums oder der Priorate betreffen, bedürfen der Gegenzeichnung durch den Rezeptor.

## Amtsinhaber
- 1989–1997: Carlo Marullo di Condojanni
- 1999–2014: Gian Luca Chiavari
- seit 2014: János Graf Esterházy de Galántha